# Centro de Informações sobre a Pena de Morte
O Centro de Informações sobre a Pena de Morte (CIPM) (em inglês:  Death Penalty Information Center, DPIC) é uma organização sem fins lucrativos com sede em Washington, D.C., que tem como foco a divulgação de estudos e relatórios relacionados à pena de morte. Fundado em 1990, o CIPM concentra-se principalmente na aplicação da pena de morte nos Estados Unidos.
O CIPM não assume uma posição formal sobre a pena de morte, mas critica a forma como esta é administrada. Como resultado, alguns se referiram a ela como uma organização anti-pena de morte. De acordo com um promotor pró-pena de morte, o CIPM é “provavelmente o recurso mais abrangente e confiável da Internet sobre a pena de morte”, mas “não faz absolutamente nenhum esforço para apresentar qualquer ponto de vista pró-pena de morte”. No entanto, o premiado Currículo Educacional sobre a Pena de Morte do CIPM inclui uma discussão de argumentos comumente levantados tanto a favor como contra a pena de morte.
Em junho de 2022, no 50º aniversário da decisão da Suprema Corte dos EUA no caso Furman v. Georgia, o CIPM divulgou seu Censo da Pena de Morte, que cobre o período de 1972 a 1º de janeiro de 2021. O banco de dados foi o resultado de um esforço de anos. O Censo da Pena de Morte será atualizado periodicamente, inclui sentenças de morte impostas em tribunais estaduais, federais e militares dos EUA e inclui vários detalhes sobre cada caso.

## Equipe e financiamento
Robert Dunham foi o diretor executivo do centro de março de 2015 à janeiro de 2023, sucedendo Richard Dieter. Dieter era diretor executivo desde 1992, quando o diretor original, Michael A. Kroll, renunciou. George H. Kendall, consultor jurídico do escritório de advocacia nacional Squire Patton Boggs, é presidente do conselho de administração. Ele sucedeu David J. Bradford, copresidente do departamento de litígio do escritório de advocacia nacional Jenner & Block, e advogado fundador do Roderick and Solange MacArthur Justice Center, e Michael Millman.
O CIPM recebeu financiamento de diversas fundações filantrópicas americanas. Em 2009, a organização também recebeu financiamento da União Europeia. O CIPM foi classificado entre as principais organizações sem fins lucrativos de justiça criminal pela Philanthropedia.

## Relatórios
O CIPM publica um relatório anual sobre a pena de morte, destacando desenvolvimentos e tendências significativos e apresentando as estatísticas mais recentes. O centro também produz relatórios aprofundados sobre diversas questões relacionadas à pena de morte, como arbitrariedade, custos, inocência e raça. Em Novembro de 2018, publicou um importante relatório sobre o sigilo das injeções letais intitulado Atrás da Cortina: Segredo e Pena de Morte nos Estados Unidos (Behind the Curtain: Secrecy and the Death Penalty in the United States). Em Setembro de 2020, publicou um novo relatório sobre raça e pena de morte intitulado Injustiça Duradoura: A Persistência da Discriminação Racial na Pena de Morte nos EUA (Enduring Injustice: The Persistence of Racial Discrimination in the US Death Penalty). A Associated Press descreveu o relatório como “uma lição de história sobre como linchamentos e execuções foram usados na América e como a discriminação se espalha por todo o sistema de justiça criminal. Ele traça uma linha desde os linchamentos antigos — assassinatos fora da lei — onde pessoas negras foram mortas em um esforço para afirmar o controle social durante a escravidão e Jim Crow, e como isso eventualmente se traduziu em execuções ordenadas pelo Estado.”

### Lista de Inocência
Em 1993, o Comitê Judiciário da Câmara dos Representantes dos Estados Unidos solicitou assistência ao CIPM na identificação dos riscos de execução de pessoas inocentes. Esse pedido levou à criação da Lista de Inocência do CIPM. O CIPM continuou a atualizar a lista, que, em 1º de fevereiro de 2023, documentava 190 revisões criminais de pessoas que foram condenadas injustamente e sentenciadas à morte. A lista não inclui indivíduos inocentes do homicídio, mas que estiveram envolvidos no crime de alguma forma menor, ou prisioneiros inocentes que, no entanto, se declararam culpados ou não contestaram crimes menores que não cometeram, a fim de garantir a sua libertação da prisão.
Em fevereiro de 2021, o CIPM publicou o Relatório Especial: A Epidemia da Inocência (Special Report: The Innocence Epidemic), analisando as causas e a demografia das condenações e sentenças de morte injustas que levaram às então 185 revisões criminais de condenados à morte desde 1973. O CIPM concluiu que estas condenações capitais injustas ocorreram em 118 condados diferentes em 29 estados diferentes.

### Execuções malfeitas
O site do CIPM contém uma página dedicada às execuções nos EUA que os especialistas em pena de morte consideram terem sido “malfeitas”. Isso inclui uma análise estatística do Prof. Austin Sarat do Amherst College, que encontrou 276 execuções entre 1890 e 2010 que Sarat considerou fracassadas. Sua definição de “malfeita” era uma execução que se desviava do protocolo de execução estabelecido de uma maneira que “envolvia problemas ou atrasos imprevistos que causavam, pelo menos indiscutivelmente, agonia desnecessária ao prisioneiro ou que refletiam a incompetência grosseira do carrasco.” A página apresenta uma lista e uma breve descrição de execuções malfeitas na era moderna da pena de morte nos EUA, que incluía 51 exemplos em 1º de março de 2018.
Em 2008, a Suprema Corte dos Estados Unidos ouviu argumentos orais no caso Baze v. Rees, um caso que contesta o coquetel de três drogas usado para muitas execuções por injeção letal. O advogado do réu, Roy T. Englert Jr., criticou a lista fracassada de execuções do CIPM, alegando que a maioria das execuções nela contidas “não envolveu a inflição de dor, mas foram apenas atrasos por problemas técnicos”, como dificuldade em encontrar uma veia adequada. No entanto, a lista também contém casos de prisioneiros que pegaram fogo em execuções em cadeiras elétricas, um prisioneiro gemendo e batendo a cabeça contra um poste de aço em uma execução na câmara de gás realizada por um carrasco bêbado no Mississippi em 1983, e numerosos casos de tosse, espasmos, gemidos e engasgos durante as execuções.
Tanto os juízes da maioria quanto os dissidentes da Suprema Corte dos Estados Unidos citaram dados da página da web do CIPM um total de oito vezes — e em todas as três opiniões — no caso de injeção letal de 2015, Glossip v. Gross.